# کارل هاینتس گولینگر
کارل هاینتس گولینگر (آلمانی: Karl Heinz Gollinger؛ زادهٔ ۳۰ ژوئن ۱۹۸۳) دوچرخه‌سوار اهل اتریش است. وی در مسابقات دوچرخه‌سواری سیکلو-کراس جهان ۲۰۱۶ شرکت کرده است.